# 岩崎純孝
岩崎 純孝（いわさき じゅんこう、1901年4月9日 - 1971年2月27日）は、日本の伊文学者。日本ファシズム連盟創設者。
静岡県出身。かつて平塚市長を務めた作家の戸川貞雄の弟。東京外国語学校イタリア語科卒業。本名は「よしたか」（漢字は同じ）。

## 人物
イタリアのファシズムの台頭に応じてファシズム文学、イタリア文学の翻訳家として活躍。1932年に日本ファシズム連盟を結成した。戦後は児童文学の再話・翻訳などを多く手掛け、ボッカッチョ「デカメロン」、ダヌンツィオ「死の勝利」などを訳した。「沙漠の秘密」「馬と少年」などの創作童話も書いた。
没後の1988年に、絶版となって久しいボンテンペルリ『わが夢の女』が、ちくま文庫に収められ話題となった（短編集でその1篇「太陽の中の女」が、『ちくま文学の森4 おかしい話』に所収、新版・ちくま文庫、2010年）。

## 著書
- 『死と共に征く』（育生社弘道閣、新世代叢書） 1941
- 『現代のイタリヤ文学』（育生社弘道閣、新世代叢書) 1943
- 『オカッパ太郎モノガタリ』（二葉書房） 1947
- 『ガリレオ』（あかね書房、小学生伝記文庫） 1952
- 『二億円の勝敗 ダービー秘話』（鱒書房） 1956
- 『星姫さま』（講談社、講談社の絵本） 1958

## 翻訳
- 『翼』（セム・ベネェリ、新潮社、海外文学新選） 1925
- 『サウウル』（アルフイエーリ、近代社世界戯曲全集刊行部、世界戯曲全集37） 1928
- 『作者を探す六人の登場人場』（ルイジ・ピランデルロ、世界戯曲全集刊行会、世界戯曲全集38） 1929
- 『死せるパスカル（ピランデルロ）悪の道』（デレッダ、有島生馬共訳、新潮社、世界文学全集 第2期第16） 1932
- 『農業の諸問題』（ ムツソリーニ、日本評論社、ムツソリーニ全集7） 1935
- 『愛の封印』（グラツィア・デレッダ、山本書店、山本文庫） 1936
- 『離婚の後』（グラツィア・デレッダ、河出書房、新世界文学全集24） 1940
- 『砂漠の中』（グラツィア・デレッダ、今日の問題社、ノーベル賞文学叢書4） 1940
- 『我が夢の女』（マッシモ・ボンテムペッリ、河出書房） 1941
- 『新しき植民地』（ルイーヂ・ピランデルロ、日本出版社、イタリア文化選書) 1942
- 『万能の天才 レオナルド・ダ・ヴインチ』（ヴィンゾ・コミト / ロベルト・グァテッリ、坪内章 / 加茂正一共訳、第一出版協会） 1942
- 『二度死んだ男 故マッティーヤ・パスカル』（ルイージ・ピランデッロ、日本評論社） 1942
- 『或る映画技師の手記』（ルイーヂ・ピランデルロ、今日の問題社、ノーベル賞文学叢書） 1942
- 『灼熱の国々』（マリオ・アッペリュウス、育生社弘道閣、新日本圏叢書） 1943
- 『ムッソリーニの伊太利人』（マリオ・カルリ、今日の問題社） 1943
- 『クオレ』（デ・アミーチス、富士出版） 1948
- 『ピノッキオの冒険』（コローディ、紀元社） 1948
- 『鉄仮面』（デュマ、東光出版社、新選世界名作選集） 1958
- 『死の勝利』（ダンヌンツィオ、河出書房新社、世界文学全集） 1958
- 『ビーバーの冒険』（A・マンツィ、あかね書房） 1959
- 『少女リザ・ベッタ』（ファンチュリ、あかね書房、世界児童文学全集） 1960
- 『南欧むかしばなし集』（下位英一共編訳、宝文館、少年少女世界むかしばなし全集） 1960
- 『密林の少年』（A・マンツイ、あかね書房） 1961
- 『コカイン 麻薬』（ピティグリリ、新流社、世界セクシー文学全集5） 1961
- 『白い粉』（ピティグリリ、新流社） 1962
- 『家なき子』（エクトル・マロ、講談社、講談社の絵本） 1962
- 『ロビン＝フッドの冒険』（講談社、講談社の絵本） 1963
- 『あしたあさって』（ルネ・レッジャーニ、あかね書房、国際児童文学賞全集） 1965
- 『バルドビーノのふしぎな冒険』（ルネ・レッジャーニ、あかね書房、こども世界の文学） 1966
- 『イタリアのむかし話』（研秀出版、母と子の世界むかし話シリーズ） 1966
- 『北極洋のとうぞくカモメ』（L・ウゴリーニ、あかね書房、国際児童文学賞全集） 1967
- 『デカメロン』（ボッカッチオ、筑摩書房、世界文学全集7） 1967
- 『アトミーノは戦争がきらい』（M・アルジルリ、講談社、世界の児童文学名作シリーズ） 1974